# ملعب الشرطة السلطانية العمانية

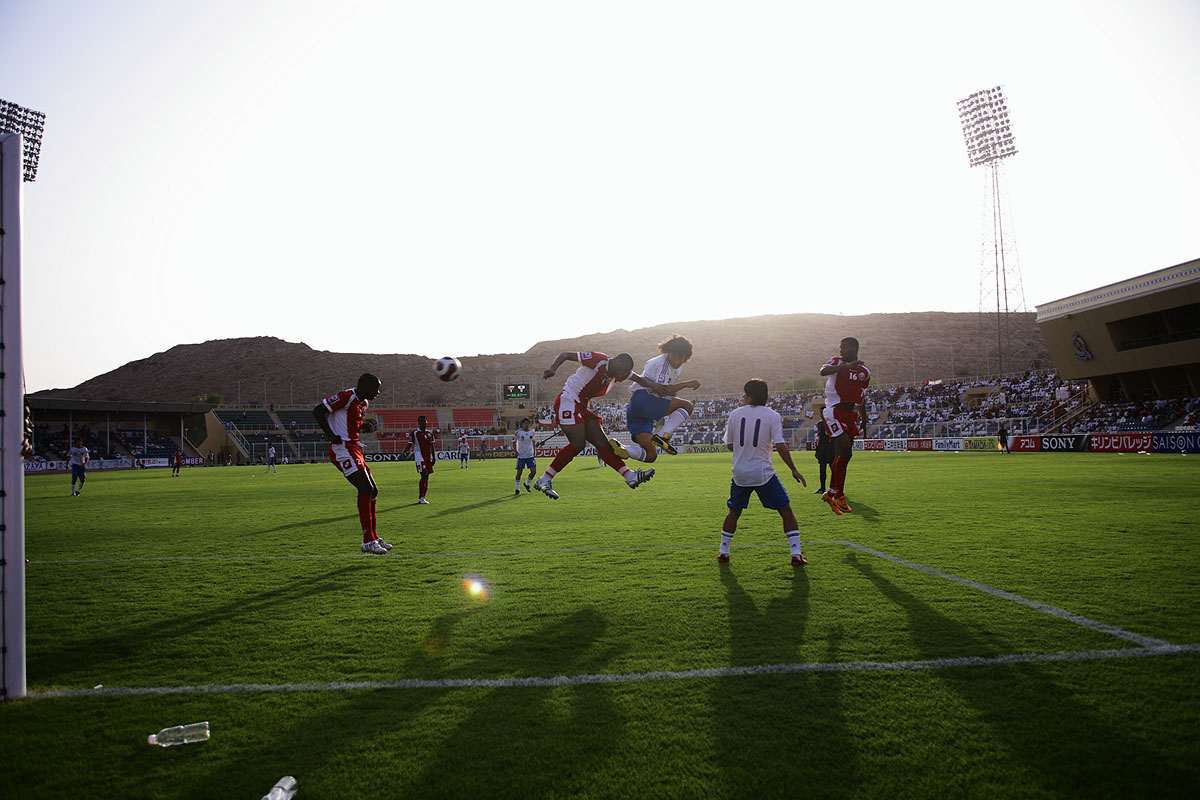
ملعب الشرطة العمانية في مباراة تصفيات كأس العالم بين عمان واليابان

ملعب الشرطة السلطانية العُمانية هو ملعب يستخم لمباريات كرة القدم لنادي عمان العماني يقع في مسقط في عمان ويتسع ل15000 متفرج. استضاف الملعب بعض مباريات خليجي19 التي أقيمت في عمان.